# Paramyrmecoclytus similis
Paramyrmecoclytus similis là một loài bọ cánh cứng trong họ Cerambycidae.